# Joaquín Juan Roig
Joaquín Juan Roig, plus connu comme Roig, né le 9 juin 1908 à Atzeneta del Maestrat (Communauté valencienne, Espagne) et mort le 3 avril 1975 à Carthagène (province de Murcie, Espagne), est un footballeur espagnol qui jouait au poste de milieu défensif.

## Biographie
Roig joue avec Granollers en 1926. De 1926 à 1928, il joue au Gràcia FC.
En 1928, il est recruté par le FC Barcelone. Avec ce club, il remporte la première édition du championnat d'Espagne (saison 1928-1929). En trois saisons au Barça, Roig joue un total de 61 matches (dont 15 officiels).
En 1929, il est prêté au club de Carthagène, où il reste jusqu'en 1930. En 1932, il quitte le Barça et rejoint de nouveau Carthagène.
De 1933 à 1935, il joue au Real Murcie. En 1935, il retourne à Carthagène où il met un terme à sa carrière en 1940.

## Palmarès
Avec le FC Barcelone :
- Champion d'Espagne en 1929
- Champion de Catalogne en 1931 et 1932